# Guðmundur Franklín Jónsson
Guðmundur Franklín Jónsson (* 31. Oktober 1963 in Reykjavík) ist ein isländischer Geschäftsmann, Hotelmanager und Politiker (Liberaldemokratische Partei, ehemals Rechts-Grüne Volkspartei und Unabhängigkeitspartei). Seit ihrer Gründung 2010 bis 2013 war er Vorsitzender der Rechts-Grünen Volkspartei. In der Präsidentschaftswahl in Island 2020 war er der einzige Gegenkandidat des wiedergewählten Amtsinhabers Guðni Th. Jóhannesson. 2020/2021 gründete er die Liberaldemokratische Partei.

## Leben

### Berufliche Laufbahn
Der in Island und in den USA kaufmännisch ausgebildete Guðmundur Franklín Jónsson arbeitete bis zum Platzen der Dotcom-Blase um die Jahrtausendwende als Börsenmakler an der Wall Street. Von 2005 bis 2008 besuchte er den Masterstudiengang in Internationaler Politik an der Karls-Universität in Prag. Er gründete ein Hotel in Prag, das er von 2002 bis 2009 betrieb. 2012 erhielt er ein Zertifikat als Fremdenführer von der isländischen Touristikschule Ferðamálaskóla Íslands. Seit 2013 ist er Manager eines Hotels in Gudhjem auf Bornholm, Dänemark.

### Politik
2010 gründete Guðmundur Franklín die Rechts-Grüne Volkspartei. Er war bis 2013 Parteivorsitzender. 2016 hatte er zunächst seine Kandidatur für die Präsidentschaftswahl angekündigt, unterstützte dann aber Ólafur Ragnar Grímsson, als dieser ankündigte, zur Wiederwahl anzutreten. Auch Ólafur Ragnar Grimsson verzichtete danach auf seine Kandidatur. Guðmundur Franklín bewarb sich um einen Listenplatz als Kandidat der Unabhängigkeitspartei für die Parlamentswahl in Island 2016, erhielt diesen aber nicht.
Als Mitglied der Gruppe Orkan okkar („Unsere Energie“) bekämpfte er die Umsetzung des Dritten Energiepakets der EU in nationales isländisches Recht, wozu Island als Mitglied des EWR verpflichtet ist. 2019 trat er aus Protest gegen die Haltung der Unabhängigkeitspartei in dieser Frage aus der Partei aus.
Bei der Präsidentschaftswahl in Island 2020 war Guðmundur Franklín Jónsson der einzige Gegenkandidat des Amtsinhabers Guðni Th. Jóhannesson. Dieser wurde mit 92,2 % der Stimmen wiedergewählt. Guðmundur Franklín Jónsson erhielt 7,8 %. Er hatte angekündigt, die Befugnisse des Präsidenten Islands stärker nutzen zu wollen als Guðni Th. Jóhannesson, insbesondere durch Ausübung des Vetorechts in der Gesetzgebung. Guðmundur Franklín Jónsson gilt als Anhänger des damaligen amerikanischen Präsidenten Donald Trump.
2020/2021 gründete Guðmundur Franklín die Liberaldemokratische Partei (Frjálslyndi lýðræðisflokkurinn). Die Partei nahm an der Parlamentswahl in Island 2021 teil, konnte dabei mit 0,4 % der Stimmen jedoch nicht ins Althing einziehen.